# Live ?!*@ Like a Suicide
Live ?!*@ Like a Suicide è un EP live prodotto dai Guns N' Roses nel 1986, con la loro etichetta UZI Suicide.

## Descrizione
Nonostante sia la prima pubblicazione in assoluto della band, l'EP non gode di particolare fama, essendo stato pubblicato in edizione limitata (solo 10 000 copie, quasi tutte nella zona di Los Angeles). Proprio a causa della sua difficile reperibilità — e dell'assenza di lancio su scala mondiale — non è mai stato identificato come album d'esordio dei Guns N' Roses, onore lasciato invece al successivo Appetite for Destruction. Secondo Steven Adler, l'intero EP fu registrato agli Pasha Studios di Hollywood con la folla preregistrata sullo sfondo; gli ingegneri della Geffen gli avevano detto che sarebbe costato troppo registrare dal vivo. McKagan ha affermato che «il rumore della folla è di un festival rock degli anni '70 chiamato Texxas Jam. Abbiamo pensato che sarebbe stato divertente mettere una grande folla sullo sfondo, in un momento in cui se eravamo fortunati suonavamo per qualche centinaio [di persone]».
Le stesse tracce contenute nell'album fanno parte anche di G N' R Lies (1988). Inoltre, il brano Reckless Life era un brano originariamente scritto da Chris Weber e Axl Rose durante il periodo negli Hollywood Rose.

## Tracce
1. Reckless Life (Weber, Rose) - 3:20
2. Nice Boys (Anderson, Cocks, Leach, Royall, Wells) - 3:04 (Rose Tattoo cover)
3. Move to the City (Stradlin, James, Chris Weber) - 3:43
4. Mama Kin (Tyler) - 3:57 (Aerosmith cover)

## Formazione
- Axl Rose – voce
- Slash – chitarra solista
- Izzy Stradlin – chitarra ritmica
- Duff McKagan – basso
- Steven Adler – batteria